# اریک‌دره (کاهتا)
اریک‌دره (به ترکی استانبولی: Erikdere) (به کردی: Tirpal) یک منطقهٔ مسکونی کردنشین  در ترکیه است که در کاهتا واقع شده‌است.